# رسلمانیا ۳۷
رسلمانیا ۳۷ (به انگلیسی: Wrestlemania 37) سی و هفتمین رویداد سالانه کشتی حرفه ای رسلمانیا بود که توسط کمپانی دبلیودبلیوئی برای بخش های تجاری راو و اسمکداون تولید شد و به مانند رویداد سال گذشته آن در دو شب در ۱۰ و ۱۱ آوریل ۲۰۲۱ در ورزشگاه ریموند جیمز شهر تامپا، در ایالت فلوریدا برگزار شد. اگر چه رسلمانیا ۳۶ از برند ان اکس تی نیز برخوردار بود ، اما این مورد برای رسلمانیا ۳۷ تأیید نشد. پس از ادغام شبکه دبلیودبلیوئی رسلمانیا ۳۷ اولین رویداد مهم دبلیودبلیوئی بود که در آن فقط مشترکین آمریکایی می توانند از طریق کانال دبلیودبلیوئی در شبکه پیکاک رویداد را پخش کنند.
چهارده مسابقه در این رویداد برگزار شد که در مهم ترین مسابقه آن که مین اونت این رسلمنیا بود، رومن رینز در یک مسابقه سه نفره ادج و دنیل برایان را شکست داد و موفق شد از کمربند یونیورسالِ خود دفاع کند.

## زمینه‌سازی
رسلمانیا به عنوان بهترین رویداد سالانه دبلیودبلیوئی و نماد این کمپانی معرفی می‌شود؛ چرا که قدیمیترین و دارای بیشترین تعداد برگزاری در تاریخ کشتی حرفه‌ای و در دبلیودبلیوئی از نظر اهمیت برابر سوپر بول در ورزش لیگ فوتبال ملی در کشور آمریکا است.

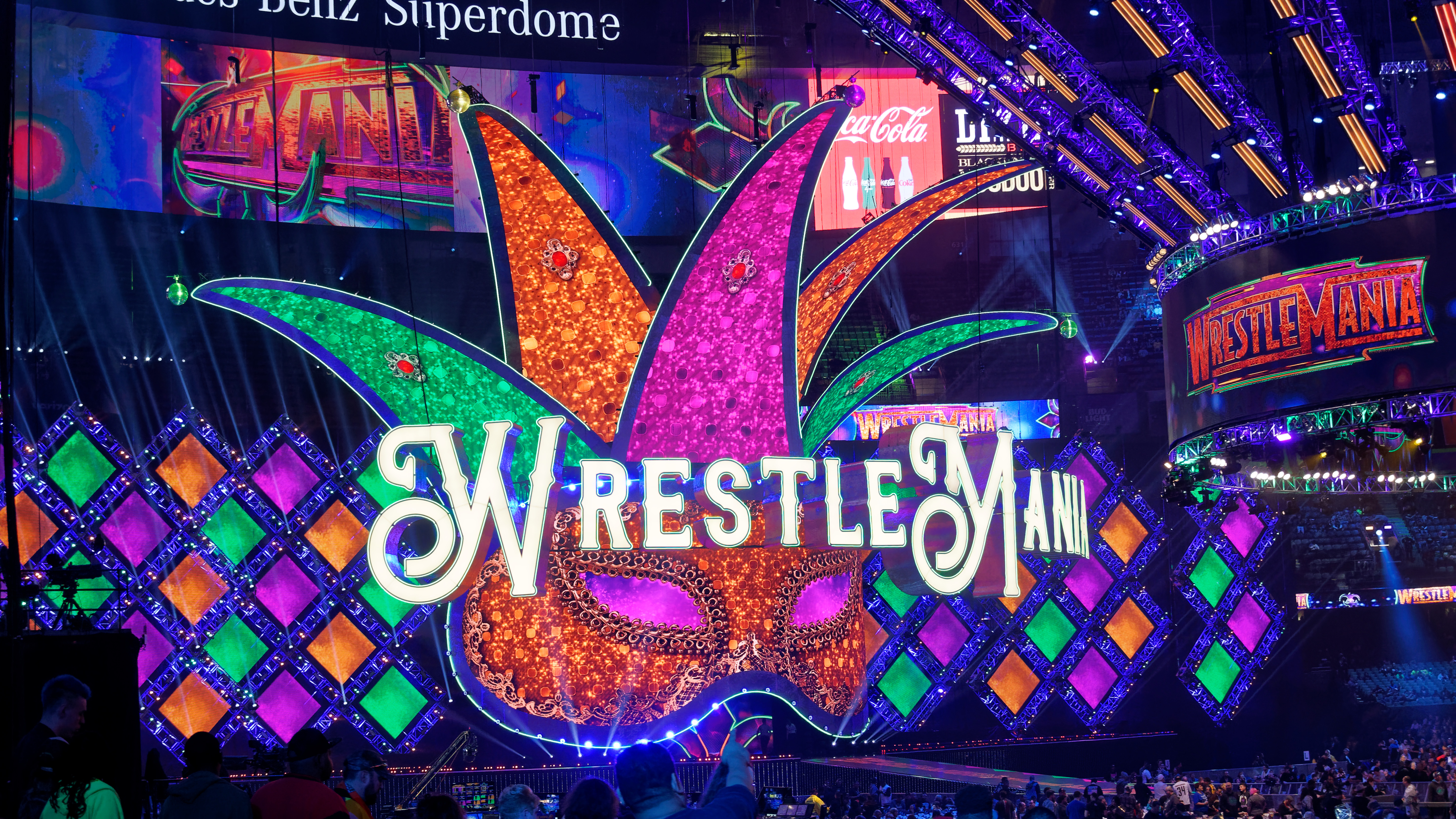
رسلمانیا ۳۴

این رویداد شامل مسابقاتی بین دشمنی‌های موجود، ماجراهای پیش آمده و داستان‌هایی خواهد بود که پیش از این در برنامه‌های راو یا اسمک داون پخش شده بود. کشتی‌گیرها با توجه به مسابقات یا سری اتفاقاتی که برایشان رخ می‌دهد، تنش را به حد اکثر می‌رساند و نقش منفی یا قهرمان به خود می‌گیرند.

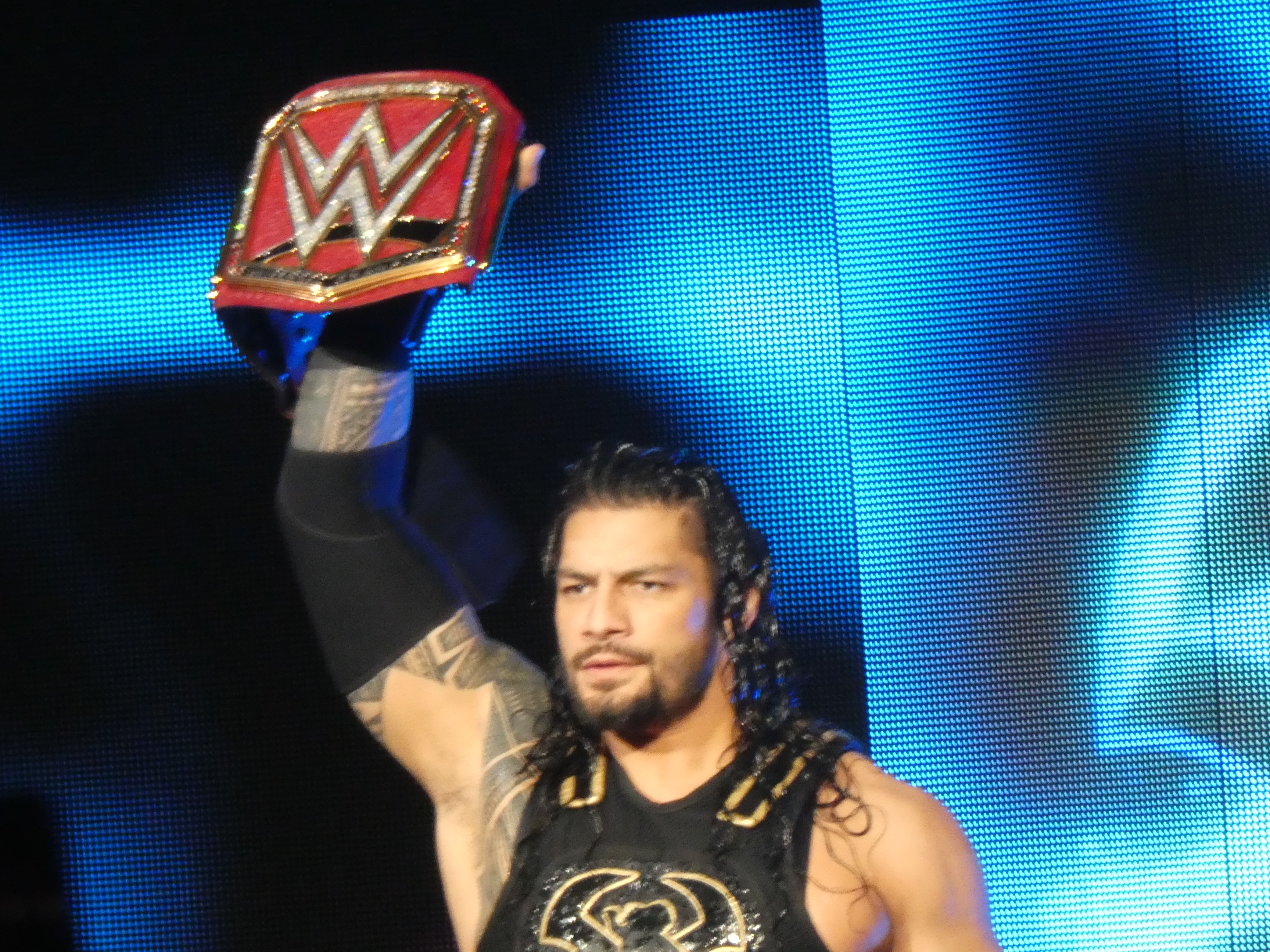
رومن رینز قھرمان کمربند یونیورسال

## نتایج
شب اول (۱۰ آوریل ۲۰۲۱)
| # | شرکت کنندگان                                                                       | نوع مسابقه                                                                                        | زمان  |
| - | ---------------------------------------------------------------------------------- | ------------------------------------------------------------------------------------------------- | ----- |
| ۱ | بابی لشلی(c)(با همراهی ام وی پی) پیروز در مقابل درو مکینتایر با تچنیکال سابمیشن    | مسابقه تک نفره برای کمربند دبلیو دبلیو ای سنگین وزن جهانی                                         | ۱۸:۲۰ |
| ۲ | ناتالیا و تامینا پیروز با حذف آخرین تیم رایت اسکواد(لیو مورگان و روبی رایت)        | مسابقه تگ تیم آشوب حذفی (برنده ها با قهرمانان کمربند جهانی تگ تیم زنان در شب دوم مسابقه می دهند.) | ۱۴:۱۵ |
| ۳ | سزارو پیروز در مقابل ست رالینز                                                     | مسابقه معمولی                                                                                     | ۱۱:۳۵ |
| ۴ | ای جی استایلز و اوموس پیروز در مقابل د نیو دی (کوفی کینگستون و ایکس زویر وودز) (c) | مسابقه تگ تیم برای قهرمانی کمربند های تگ تیم راو                                                  | ۹:۴۵  |
| ۵ | براون استرومن پیروز در مقابل شین مکمن                                              | مسابقه قفس فولادین                                                                                | ۱۱:۲۵ |
| ۶ | بد بانی و دمین پیریس پیروز در مقابل د میز و جان موریسن                             | مسابقه تگ تیم                                                                                     | ۱۵:۰۵ |
| ۷ | بیانکا بلر پیروز در مقابل ساشا بنکس (c)                                            | مسابقه معمولی برای کمربند زنان اسمکدوان                                                           | ۱۷:۱۵ |

شب دوم (۱۱ آوریل ۲۰۲۱)
| # | شرکت کنندگان                                                                          | نوع مسابقه                                          | زمان  |
| - | ------------------------------------------------------------------------------------- | --------------------------------------------------- | ----- |
| ۱ | رندی اورتون در مقابل د فیند بری وایت (با همراهی آلکسا بلیس)                           | مسابقه معمولی                                       | ۵:۵۰  |
| ۲ | نایا جکس و شینا بیزلر (c)پیروز در مقابل ناتالیا و تامینا با تچنیکال سابمیشن           | مسابقه تگ تیم برای کمربند های تگ تیم جهانی زنان     | ۱۴:۲۰ |
| ۳ | کوین اونز پیروز در مقابل سمی زین (با همراهی لوگان پاول)                               | مسابقه تک نفره                                      | ۹:۲۰  |
| ۴ | شیمس پیروز در مقابل مت ریدل (c)                                                       | مسابقه معمولی برای کمربند قهرمانی ایالات متحده      | ۱۰:۵۰ |
| ۵ | آپولو کروز پیروز در مقابل بیگ ای(c)                                                   | مسابقه دهل نیجریه‌ای برای کمربند بین قاره‌ای          | ۶:۵۰  |
| ۶ | ریا ریپلی پیروز در مقابل آسکا (c)                                                     | مسابقه تک نفره برای کمربند زنان راو                 | ۱۳:۳۰ |
| ۷ | رومن رینز (c) (با همراهی پاول هیمن و جی اوسو) پیروز در مقابل ادج در مقابل دنیل برایان | مسابقه سه نفره برای کمربند یونیورسال دبلیو دبلیو ای | ۲۲:۴۱ |